# Bestiame

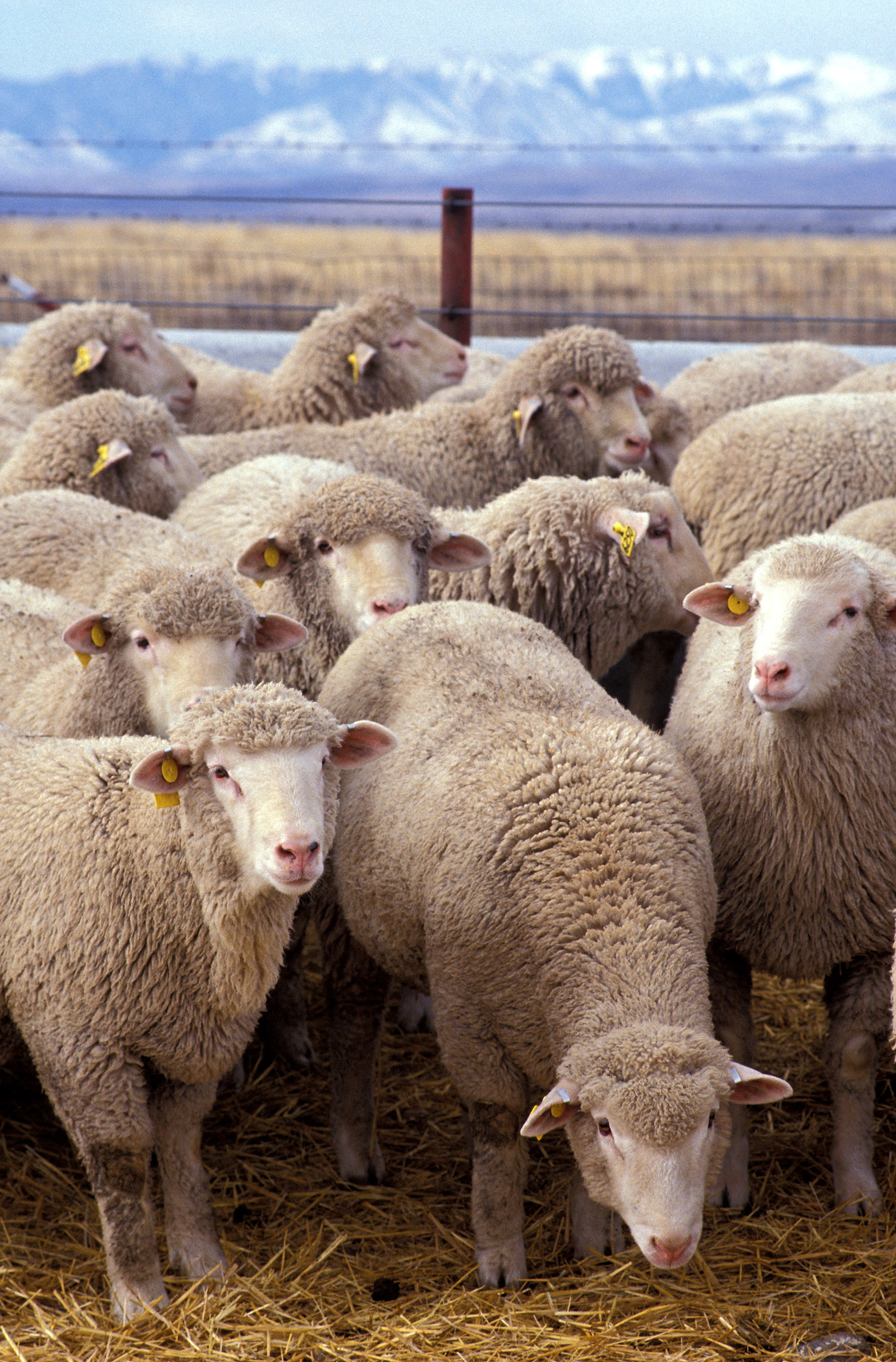
Le pecore sono un tipo di bestiame molto comune.

Il bestiame è l'insieme di animali domestici che producono cibo, fibre tessili o vengono utilizzati per il lavoro. Ne fanno parte, ad esempio, suini, bovini, ovini, equini e pollame.
Il tipo di bestiame scelto dipende da vari fattori, cioè il clima, la richiesta da parte dei consumatori, il tipo di terreno, le tradizioni locali e gli animali nativi del posto. In genere viene allevato per il cibo o per profitto. L'allevamento degli animali è una parte importante dell'agricoltura moderna. Viene utilizzato da molte società poiché il passaggio da agricoltore ad allevatore unisce perfettamente i due mestieri.

## Origini

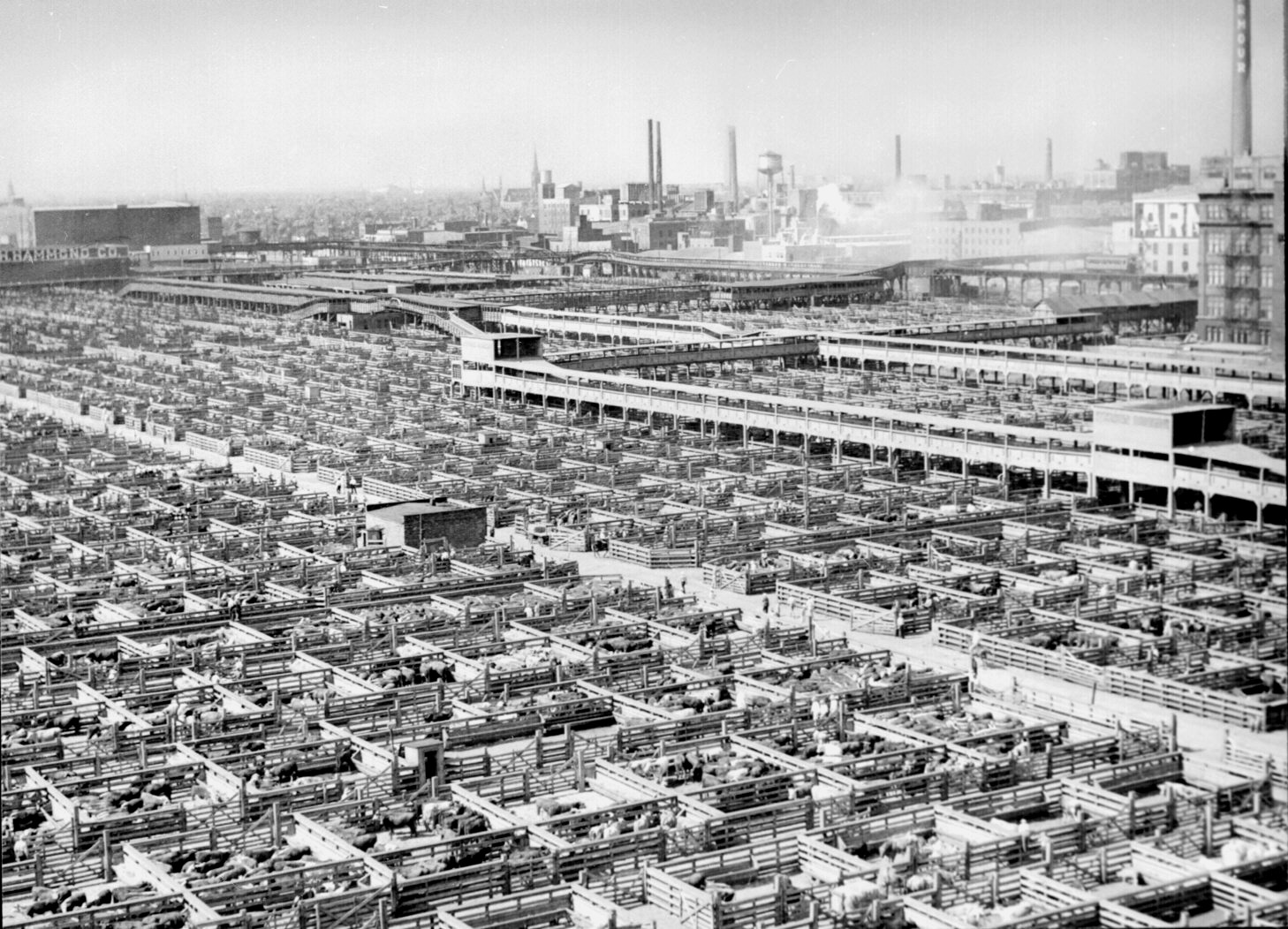
Un punto di raccolta di bestiame nel 1947 a Chicago.

L'allevamento di animali ha origine più o meno quando le popolazioni nomadi diventano sedentarie e cominciano a praticare l'agricoltura. Addomesticare gli animali, cioè farli vivere e riprodurre sotto il proprio controllo, è più vantaggioso che cacciarli, poiché si ha una fonte di cibo costante. Col tempo, il comportamento, il ciclo di vita e la fisiologia del bestiame sono cambiati radicalmente. Molti animali moderni da fattoria sono inadatti per una vita selvaggia. Le capre, le pecore e il maiale sono stati addomesticati intorno all'8000 a.C. in Asia. La prova più antica dell'addomesticamento del cavallo si ha intorno al 4000 a.C.

## Varietà
Il termine bestiame è molto vario ed include molte specie di animali.
Sono sempre indicati come bestiame maiali, mucche, capre, cervi, pecore, asini, muli, cavalli, yak e polli. Talvolta sono inclusi anche cammelli, lama, emù ed ostriche. Possono anche essere incluse farfalle ed api da miele e le specie da acquacoltura, cioè pesci ed invertebrati. Spesso però il termine si riferisce solo ad animali dalle carni rosse.
Nella tabella vi sono i tipi principali di animali che sono riconosciuti come bestiame.
| Animale                                | Antenato                                             | Addomesticato                    | Area di addomesticamento                       | Area corrente                                                  | Usi                                |
| -------------------------------------- | ---------------------------------------------------- | -------------------------------- | ---------------------------------------------- | -------------------------------------------------------------- | ---------------------------------- |
| Alpaca Mammifero, erbivoro             | Vigogna                                              | Tra il 5000 a.C. ed il 4000 a.C. | Ande                                           | Ande, America settentrionale, Europa, Australia, Nuova Zelanda | lana                               |
| Asino Mammifero, erbivoro              |                                                      | 4000 a.C.                        | Egitto                                         | In tutto il mondo                                              | lavoro, carne, latte               |
| Bisonte Mammifero, erbivoro            | Bisonte americano                                    | Tardo XIX secolo                 | America settentrionale                         | America settentrionale, Australia                              | carne, cuoio, latte                |
| Bufalo Mammifero, erbivoro             | Bufalo selvatico                                     | 4000 a.C.                        | Tibet                                          | Asia, America meridionale                                      | Lavoro, carne, latte               |
| Dromedario Mammifero, erbivoro         | Dromedario selvatico                                 | Tra il 4000 a.C. ed il 1400 a.C. | Asia                                           | Africa, Asia, Australia                                        | lavoro, latte                      |
| Cane Mammifero, carnivoro              | Lupo                                                 | 12000 a.C.                       |                                                | In tutto il mondo                                              | lavoro, carne                      |
| Capra Mammifero, erbivoro              | Capra selvatica                                      | 8000 a.C.                        | Asia occidentale                               | In tutto il mondo                                              | latte, carne, lana                 |
| Cavallo Mammifero, erbivoro            | Cavallo selvatico della Russia meridionale (estinto) | 4000 a.C.                        | Ucraina                                        | In tutto il mondo                                              | lavoro, militare, carne, latte     |
| Cervo Mammifero, erbivoro              | Cervo selvatico                                      | 1970                             | America settentrionale                         | America settentrionale, Australia, Nuova Zelanda               | carne, corna, cuoio                |
| Coniglio Mammifero, erbivoro           | Coniglio selvatico                                   | tra il 400 e il 900              | Francia                                        | In tutto il mondo                                              | carne, lana                        |
| Lama Mammifero, erbivoro               | Guanaco                                              | 3500 a.C.                        | Ande                                           | Ande, America settentrionale                                   | lavoro, carne, lana                |
| Maiale Mammifero, onnivoro             | Cinghiale                                            | 8000 a.C.                        | Asia occidentale, Cina                         | In tutto il mondo                                              | carne, cuoio                       |
| Mucca Mammifero, erbivoro              | Uro (estinto)                                        | 6000 a.C.                        | Asia occidentale, India, Africa settentrionale | In tutto il mondo                                              | carne, latte, cuoio, lavoro        |
| Mulo Mammifero, erbivoro               | Ibrido sterile di asino e cavallo                    |                                  |                                                | In tutto il mondo                                              | lavoro                             |
| Pecora Mammifero, erbivoro             | Muflone                                              | 8000 a.C.                        | Asia occidentale                               | In tutto il mondo                                              | lana, latte, carne                 |
| Pollame Uccello, onnivoro              |                                                      | 6000 a.C.                        | America meridionale                            | India                                                          | carne, uova                        |
| Porcellino d'India Mammifero, erbivoro | Cavia tschudii                                       | 5000 a.C.                        | America meridionale                            | In tutto il mondo                                              | carne                              |
| Renna Mammifero, erbivoro              | Renna selvatica                                      | 3000 a.C.                        | Russia                                         | Artide                                                         | carne, cuoio, corna, latte, lavoro |
| Yak Mammifero, erbivoro                | Yak selvatico                                        |                                  | Tibet                                          | Tibet                                                          | carne, latte, lana, lavoro         |

## Prodotti

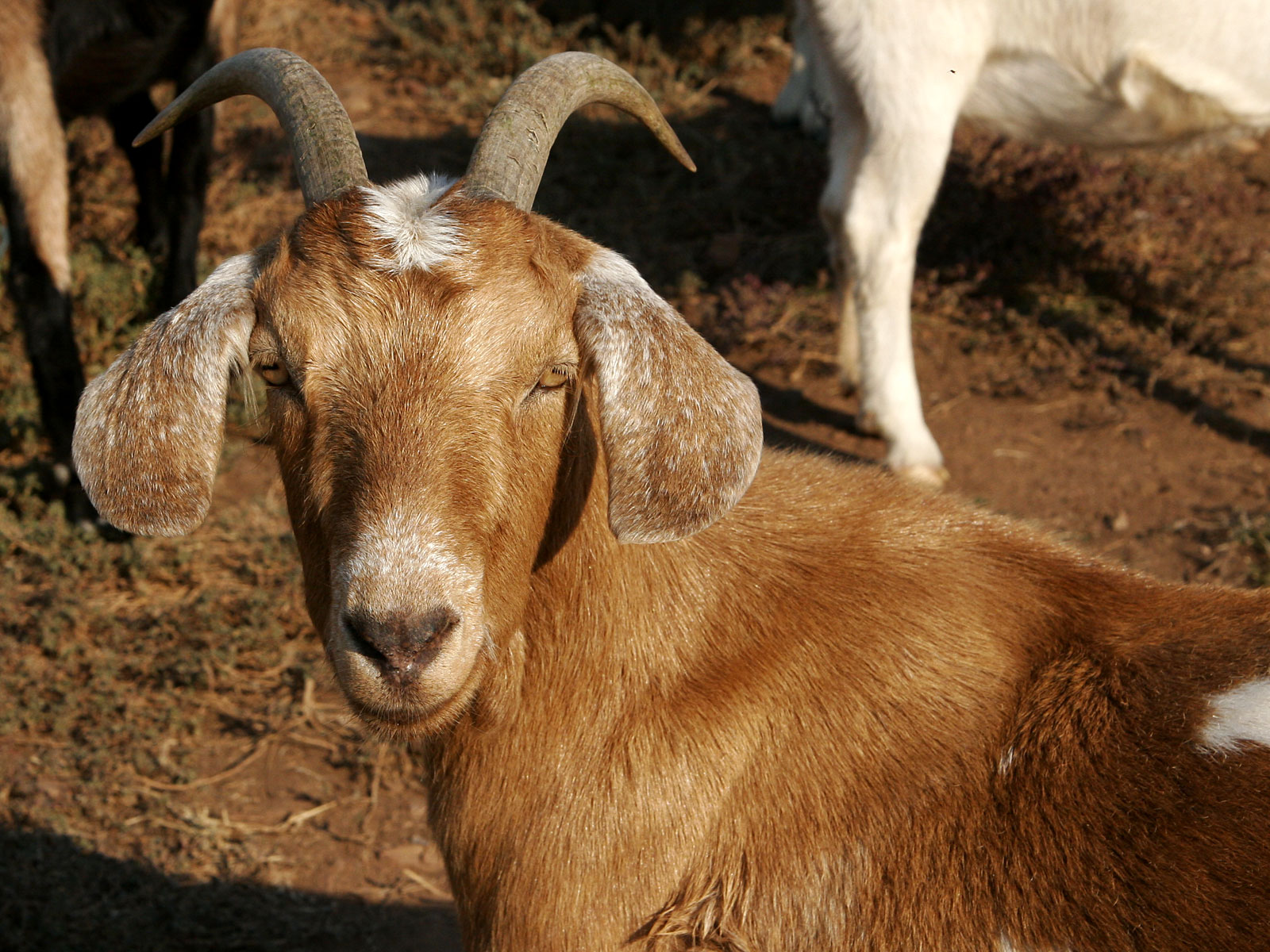
Una capra di sesso femminile.

Generalmente il valore economico del bestiame è dato dal cibo, dalle fibre tessili e dal lavoro prodotto. Il loro valore include:
CarneUn ottimo prodotto alimentare ricco di proteine.
LatteLe femmine dei mammiferi producono il latte, indispensabile per ottenere yogurt, formaggio, burro, gelato, kéfir e kumiss.
FibreIl bestiame può produrre delle fibre, che possono essere utilizzate nell'industria tessile. Ad esempio, le pecore e le capre producono la lana.
FertilizzanteGli escrementi degli animali possono essere utilizzati come concime che aumenta la resa del raccolto. Alcune volte vengono utilizzati anche il sangue e le ossa.
LavoroAnimali come i cavalli, i muli e gli yak vengono utilizzati per trasportare persone o oggetti. Alcuni animali sono anche utilizzati dai militari, ad esempio nella cavalleria.

## Allevamento

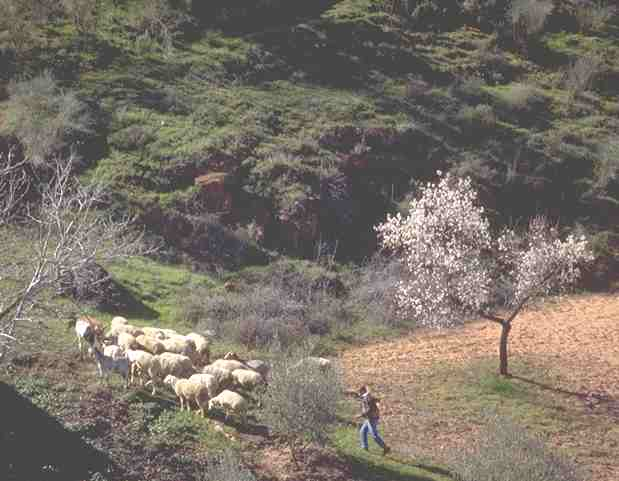
Un pastore che guida un gregge in un terreno montagnoso.

Le pratiche di allevamento cambiano completamente a seconda del tipo di animale. Il bestiame generalmente viene allevato in una recinzione e nutrito tramite l'accesso a pascoli oppure direttamente dall'uomo.
Il tipo di alimentazione può variare dall'erba cresciuta naturalmente a cibi trasformati artificialmente per essere molto più nutrienti. La riproduzione generalmente è controllata da supervisori, in alcuni casi viene praticata l'inseminazione artificiale.
In alcuni casi gli animali, generalmente maiali e polli, vengono allevati intensivamente. Tuttavia questo sistema è molto discusso poiché genera molti problemi: l'odore degli animali, la possibile contaminazione delle falde acquifere e le proteste degli animalisti.
Il bestiame generalmente è allevato all'esterno, in spazi aperti, anche se il tipo di recinzione e il controllo possono variare. Per radunare gli animali in zone molto vaste gli allevatori si fanno spesso aiutare da cani pastore. Nei casi più estremi possono intervenire degli specialisti a cavallo o in elicottero. Dall'invenzione del filo spinato, negli anni 1870, e dall'elettrificazione delle recinzioni, recintare i pascoli si è trasformata in una cosa molto più semplice.
Le tecniche di allevamento moderne tendono a minimizzare la partecipazione umana aumentando il rendimento e migliorando la salute degli animali. La qualità della merce e la sicurezza del compratore sono molto importanti per gli allevatori, per questo l'utilizzo di droghe può essere regolato o proibito. Le pratiche variano a seconda dei governi, ad esempio negli Stati Uniti è possibile utilizzare sugli animali l'ormone della crescita, ma nell'Unione europea è vietato. Il bestiame può essere marcato a caldo, contrassegnato o essere etichettato per denotare le sue proprietà, per l'inventario, per l'allevamento, per la salute degli altri animali o per altri scopi.

## Malattie
Le malattie del bestiame ne compromettono la salute e il rendimento. In rari casi possono infettare anche l'uomo.
Alcune malattie vengono curate con antibiotici e vaccini, ad altre invece ci pensano gli anticorpi degli animali. In molti paesi in via di sviluppo le malattie degli animali non vengono curate, di conseguenza il loro rendimento è molto ridotto.

## Biomassa

Distribuzione della biomassa di esseri umani, bestiame e altri animali

L'uomo e il bestiame costituiscono oltre il 90% della biomassa di tutti i vertebrati terrestri e quasi quanto tutti gli insetti messi insieme.

## Impatto ambientale
La zootecnia ha un impatto significativo sull'ambiente. È responsabile di una percentuale tra il 20 e il 33% del consumo di acqua dolce nel mondo, e il bestiame (e la produzione dei relativi mangimi) occupa circa un terzo della terra libera dai ghiacci del pianeta. Lo sfruttamento del bestiame è un fattore che contribuisce all'estinzione delle specie, alla desertificazione e alla distruzione dell'habitat a causa della deforestazione. Inoltre il bestiame produce gas serra.